# Gwangju-Menschenrechtspreis
Der Gwangju-Menschenrechtspreis (englisch Gwangju Prize or Human Rights; koreanisch 광주 인권상; Hanja: 光州人權賞) ist eine Auszeichnung, die seit 2000 von der südkoreanischen May 18 Memorial Foundation an „Einzelpersonen, Gruppen oder Institutionen in Korea und im Ausland“ vergeben wird, die „durch ihre Arbeit zur Förderung der Menschenrechte, der Demokratie und des Friedens beigetragen haben.“
Der Preis soll an den Gwangju-Aufstand im Mai 1980 erinnern. Dieser ist auch als „518“ bekannt, da er am 18. Mai mit einer zunächst friedlichen Demonstration von Demokratieaktivisten gegen die Militärregierung von Chun Doo-hwan begann, die von Soldaten brutal beendet wurde. Auf der Website der verleihenden Organisation heißt es: „Gwangju erhielt wertvolle Hilfe von anderen, als wir darum kämpften, die Wahrheit hinter dem Aufstand vom 18. Mai aufzudecken und um die Entwicklung einer echten Demokratie zu kämpfen. Als Reaktion darauf möchten wir denjenigen etwas zurückgeben, die unsere Sache für Frieden und Demokratie unterstützt haben.“ Der Preis ist mit 50.000 US-Dollar dotiert.

## Preisträger
- 2025 Asia Justice and Rights (AJAR)  Indonesien[4]
- 2024 Suganthini Mathiyamuthan Thangaras  Sri Lanka[5]
- 2023 Chow Hang-tung  Hongkong
- 2022 Cynthia Maung  Myanmar
- 2021 Arnon Nampa  Thailand[6]
- 2020 Bedjo Untung  Indonesien
- 2019 Joanna Cariño  Philippinen[7], Dialita Choir  Indonesien[8]
- 2018 Fr. Nandana Manatunga  Sri Lanka
- 2017 Jatupat Boonpattararaksa  Thailand
- 2016 Nguyen Dan Que  Vietnam, Bersih  Malaysia
- 2015 Latifah Anum Siregar  Indonesien
- 2014 Adilur Rahman Khan  Bangladesch,[9] Mothers of Khavaran  Iran
- 2013 H.I.J.O.S  Argentinien
- 2012 Mun Jeong Hyeon  Südkorea
- 2011 Binayak Sen  Indien
- 2010 Sushil Pyakurel  Nepal
- 2009 Min Ko Naing  Myanmar
- 2008 Muneer A. Malik  Pakistan
- 2007 Irom Chanu Sharmila  Indien, Lenin Raghuvanshi  Indien
- 2006 Malalai Joya  Afghanistan, Angkhana Neelaphaijit  Thailand
- 2005 Wardah Hafidz  Indonesien
- 2004 Aung San Suu Kyi  Myanmar 
 Die Auszeichnung wurde 2018 von der May 18 Memorial Foundation wieder aberkannt, da Suu Kyi Tatenlosigkeit angesichts der Menschenrechtsverletzungen gegen das Volk der Rohingya vorgeworfen wurde.
- 2003 Dandeniya Gamage Jayanthi  Sri Lanka
- 2002 Korean Association of Bereaved Families for Democracy  Südkorea
- 2001 Basil Fernando  Sri Lanka
- 2000 Xanana Gusmão  Osttimor